# Saint-Martin-Valmeroux
Saint-Martin-Valmeroux är en kommun i departementet Cantal i regionen Auvergne-Rhône-Alpes i mitten av Frankrike. Kommunen ligger  i kantonen Salers som ligger i arrondissementet Mauriac. År 2022 hade Saint-Martin-Valmeroux 713 invånare.

## Befolkningsutveckling
Antalet invånare i kommunen Saint-Martin-Valmeroux
Referens:INSEE